# Monile (geslacht)
Monile is een geslacht van vlinders uit de familie van de Lycaenidae, de kleine pages, vuurvlinders en blauwtjes. De wetenschappelijke naam en de beschrijving van dit geslacht zijn voor het eerst gepubliceerd in 1932 door Henri Ungemach.
De soorten van dit geslacht komen voor in tropisch Afrika.

## Soorten
- Monile gemmifera (Neave, 1910)
- Monile kimboza (Kielland, 1990)